# Cieśnina Torresa
Cieśnina Torresa (ang. Torres Strait) – cieśnina między Australią i Nową Gwineą, która łączy Morze Koralowe z Morzem Arafura. Na południowym krańcu tej cieśniny znajduje się półwysep Jork (stan Queensland w Australii). Cieśnina jest płytka, z licznymi wyspami, płyciznami, skałami i rafami koralowymi, występują też silne prądy pływowe, wszystko to czyni ją trudną w nawigacji.

## Podstawowe dane
- długość: 74 km
- szerokość: 150–240 km
- głębokość maksymalna: 22 m, minimalna w torze wodnym – 9 m;
- główne porty: Buji, Port Kennedy, Somerset

Południowa część tej cieśniny nosi nazwę cieśniny Endeavour, od okrętu kapitana Jamesa Cooka. Nazwa samej cieśniny pochodzi od jej odkrywcy Luisa Váeza de Torresa (1606). Jej istnienie utrzymywano w tajemnicy ponad półtora wieku (do 1764), istnienie cieśniny potwierdził dopiero wspomniany James Cook w roku 1770.

## Historia
Ponad 8 tys. lat temu przejście było dużo płytsze i umożliwiało migrację zwierząt z Nowej Gwinei do Australii, świadczą o tym niektóre gatunki obecne na obydwu terytoriach, np. kazuar hełmiasty oraz kuskus plamisty.
W roku 1606 przez cieśninę przepłynął Luis Váez de Torres, hiszpański żeglarz pod portugalską banderą, istnienie cieśniny było utrzymywane w tajemnicy aż do roku 1762, prawdopodobnie ze względów strategicznych.
W latach 50. XIX wieku po wyczerpaniu zasobów drzewa sandałowego m.in. w Nowej Kaledonii właściciele łodzi rozpoczęli połów m.in. ogórków morskich, których duże łowiska znajdowały się w cieśninie, połów tych zwierząt był głównym źródłem dochodu aż do roku 1869, kiedy to tubylcy pokazali załogom statków złoża pereł. W okresie poławiaczy pereł powstał język bislama, którym posługiwali się ludzie pochodzenia pacyficznego pracujący przy połowie pereł.
W 1872 roku na podstawie uchwały do Queensland przyłączono wyspy w cieśninie aż do 60 mil od brzegu. Większość pozostałych wysp została przyłączona do Queensland w roku 1879.
W 1968 przez Cieśninę Torresa przepłynął podczas samotnego rejsu dookoła świata na jachcie Opty Leonid Teliga.

## Nawigacja i szlaki komunikacyjne

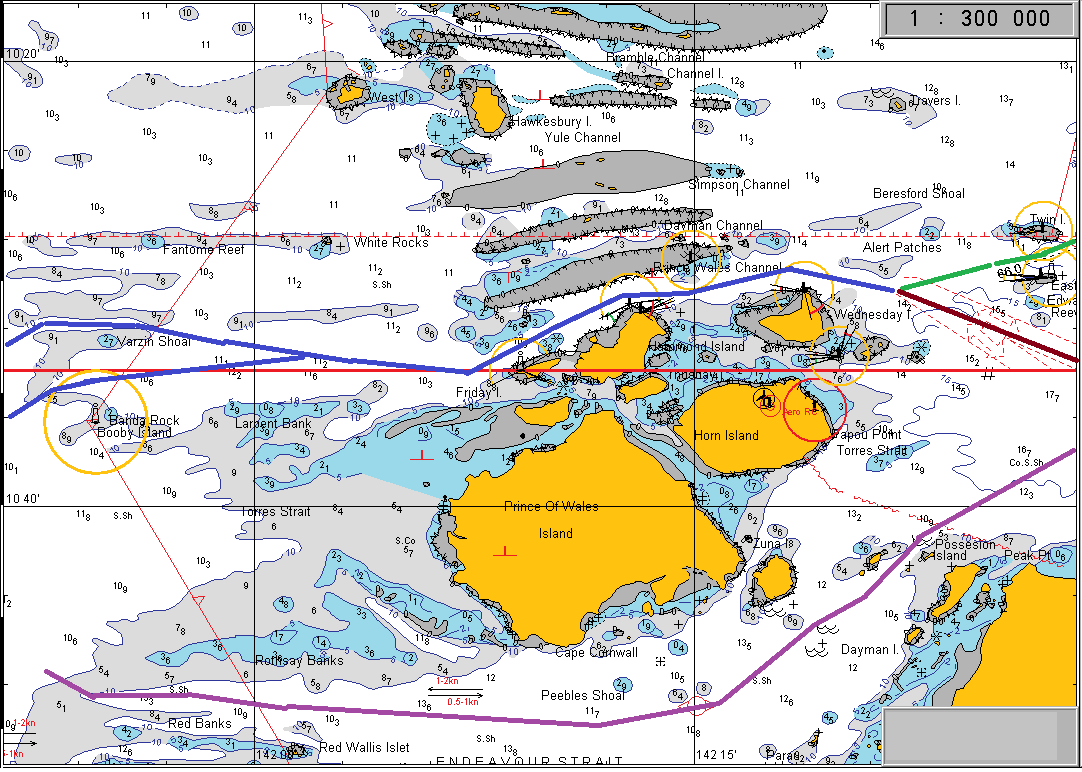
Szlaki komunikacyjne w cieśninie Torresa

Przez cieśninę przechodzą następujące szlaki komunikacyjne:
- AUS292 Adolphus Channel to Prince of Wales Channel
- AUS293 Prince of Wales Channel
- AUS294 Endeavour Strait
- AUS296 Goods Island to Proudfoot Shoal
- AUS299 Approaches to Thursday Island

Część powierzchni cieśniny wchodzi w skład Wielkiej Rafy Koralowej, przez co określona jest jako teren o dużej wrażliwości.